# Epifanio el Sabio
Epifanio el Sabio (en ruso: Епифаний Премудрый) (muerto en 1420) fue un monje de Rostov, hagiógrafo y discípulo de san Sergio de Rádonezh.
Escribió hagiografías de san Sergio y san Esteban de Perm. Sobre el primero escribió La Vida de Sergio Rádonezhski, que empezó a escribir un año después de la muerte de san Sergio, según sus propias memorias. La acabó 26 años después de esta muerte, alrededor de 1417-18. Fue un reescrito de la obra de Pacomio el Serbio, que normalmente está más disponible.
Epifanio centraba su interés en retratar una imagen idealizada de la santidad, y lo hizo mediante extensos panegíricos. Su estilo literario ha sido llamado pletenie slovés (tejido de palabras), y está marcado por la abundancia de neologismos, con los cuales Epifanio formó un gran número de combinaciones de nombres o adjetivo-nombre.
Serge Zenkovsky reconoce los escritos de Epifanio como "una nueva página en la historia literaria rusa. A menudo es creído que el nuevo estilo de Epifanio estaba influenciado por las nuevas ideas en la pintura rusa, ya que se sabe que Epifanio era un gran admirador de Teófanes el Griego.
Epifanio viajó bastante hacia el este, y se conocen de él visitas a Constantinopla y al complejo monástico del Monte Athos.
Murió teniendo el rango de hieromonje y confesor del Monasterio de la Trinidad y de San Sergio (Tróitse-Sérguiyev monastyr).

## Obras
- La Vida de san Sergio Rádonezhski (ruso: Житие преподобного Сергия)
- Elogio de nuestro padre san Sergio (Слово похвально преподобному отцу нашему Сергию)
- La Vida de san Esteban de Perm (Житие св. Стефана Пермского)
- La leyenda del monje Epifanio sobre el camino a la ciudad santa de Jerusalén (Сказание Епифания мниха о пути в святой град Иерусалим, atribuido a Epifanio)